# Staro mesto Kaunas
Staro mesto Kaunasa ali Centras je seniūnija – upravna enota v mestu Kaunas v Litvi, ki temelji na dveh soseskah Kaunasa - Starem mestu in Novem mestu. Leži ob sotočju dveh glavnih litovskih rek Nemen in Neris. Območje meji na Žaliakalnis na severu, Šančiai na vzhodu, Aleksotas na jugu in Vilijampolė na zahodu.
Staro mesto Kaunas - najstarejši del mesta Kaunas, ki leži vzhodno od sotočja rek Nemen in Neris, zavzema 144 hektarjev. V zahodnem delu starega mestnega jedra je veliko ohranjenih gotskih, renesančnih in baročnih stavb. V starem mestnem jedru so številne pomembne zgradbe in objekti, kot so mestna hiša, grad Kaunas in zgodovinska predsedniška palača, hiša Perkūnas, tudi kaunaška stolnica, cerkev sv. Gertrude. Tu so številni muzeji, kot so Muzej zgodovine litovske medicine in farmacije, Muzej litovskih ljudskih instrumentov Povilas Stulga, Litovski muzej litovske literature Maironis, Muzej zgodovine komunikacij, Muzej gemologije in Mestni muzej Kaunasa. Največje semenišče v Litvi - Kaunas duhovniško semenišče (Kauno kunigų seminarija) je na najbolj zahodnem delu starega mestnega jedra. V bližini je sedež rimskokatoliške nadškofije Kaunas. Glavna ulica Kaunas v starem mestnem jedru in njeno nadaljevanje v novem mestu - pešcona Laisvės Alėja teče čez sosesko. Laisvės Alėja je najdaljša ulica za pešce v Evropi - 1,7 km. Laisvės Alėja povezuje ulico Vilnius in kaunaško stolnico. Na aveniji Laisvės je do leta 1929 vozil konjski tramvaj, ki so ga imenovali tako, ker so tramvaj (litovsko konkė) vlekli konji. V tej ulici so banke, različne pisarne, restavracije, kavarne in številne sodobne trgovine. Je priljubljeno mesto za sprehode in srečanja prebivalcev Kaunas.
Novo mesto v Kaunasu - soseska, ki je vzhodno od starega mestnega jedra, se je začela razvijati od leta 1847, tedanji carski tip nove pravokotne strukture mesta. Novo mesto Kaunas zavzema 314 hektarjev. Še posebej je znano po medvojnem funkcionalizmu v arhitekturi, ko je Kaunas postal začasna prestolnica Litve. V mestni občini Novo mesto so številna poslovna središča, hoteli in nekateri nakupovalni centri. Tu so še sinagoga, cerkev sv. Mihaela in edina mošeja v Litvi. Bolnišnica Rdečega križa Kaunas je v centru. Na bregu reke Nemen na otoku je bila leta 2011 odprta največja notranja arena v baltskih državah, Arena Žalgiris. Arena je bila dve leti zapored priznana kot najbolj obiskana arena Evrolige.
Tam so Litovska univerza za zdravstvene vede, univerza Vytautas Magnus in tehnološka univerza Kaunasa ter številni muzeji: Zoološki muzej Tadas Ivanauskas, Muzej Žmuidzinavičius, Muzej vojne Vitolda Velikega in Muzej slepih Kaunas. Narodni umetniški muzej M. K. Čiurlionis s sedežem v osrednjem Kaunasu je namenjen predvsem razstavljanju del litovskega slikarja in glasbenika M. K. Čiurlionisa. Staro mesto Kaunas je z okolico Žaliakalnis povezan s tirno vzpenjačo, zgrajeno v 1930-ih.
Sedež in nekatere druge upravne stavbe poveljnika trdnjave Kaunas se še vedno uporabljajo za javne potrebe. Staro mesto Kaunas je znano tudi po svojem javnem kipu.
Tam so tudi glavne kulturne ustanove mesta, kot so Državno glasbeno gledališče Kaunas, Državno dramsko gledališče Kaunas, Komorno gledališče Kaunas in Simfonični orkester Kaunasa.
Most M. K. Čiurlionisa in most Vitolda Velikega povezujeta okrožje z Aleksotasom, most Petras Vileišis pa z Vilijampolė. Novo mesto Kaunas je z mednarodnim letališčem Kaunas dobro povezano z razvitim javnim prevozom. Na vzhodnem robu osrednjega Kaunasa je osrednja železniška postaja in železniški predor Kaunas.

## Galerija
- Staro mesto Kaunas pozimi
- Center Kaunasa
- Ena od restavracij v starem mestnem jedru Kaunasa
- Stolp gradu Kaunas
- Gotska arhitektura v starem mestnem jedru
- S. Daukanto gatvė v Kaunasu
- Mestna hiša Kaunasa
- Trg Vienybės v Novem mestu